# Gran Premio di Cina 2005
Il Gran Premio di Cina 2005 è stata la diciannovesima e ultima prova della stagione 2005 del campionato mondiale di Formula 1. Svoltosi il 16 ottobre 2005 presso il circuito di Shanghai, è stato vinto dallo spagnolo Fernando Alonso su Renault, che ha preceduto il finlandese Kimi Räikkönen su McLaren-Mercedes e il tedesco Ralf Schumacher su Toyota. Sono inoltre giunti a punti Giancarlo Fisichella, Christian Klien, Felipe Massa, Mark Webber e Jenson Button. Inoltre fu l'ultima partecipazione in Formula 1 per Antônio Pizzonia e, tra i team, per la Jordan, la Minardi e la BAR.
Con questi risultati, la Renault ha ottenuto la vittoria del titolo costruttori, prevalendo sulla McLaren, mentre il mondiale piloti era già stato matematicamente vinto da Alonso in Brasile.

## Vigilia
Antônio Pizzonia, già al volante della Williams nei quattro Gran Premi precedenti, è confermato anche per questo gran premio dalla scuderia britannica nel ruolo di sostituto dell'infortunato Nick Heidfeld.
Oltre ai piloti titolari, hanno preso parte alle due sessioni di prove libere del venerdì anche Pedro de la Rosa con la McLaren, Vitantonio Liuzzi con la Red Bull, Ricardo Zonta con la Toyota e Nicolas Kiesa con la Jordan.
La BAR, alla sua ultima gara in Formula 1, presenta una speciale livrea dedicata al produttore di sigarette inglese 555.

## Prove

### Risultati
Nella prima sessione del venerdì si è avuta questa situazione:
| Pos | Nº | Pilota             | Costruttore      | Tempo    | Gap    |
| --- | -- | ------------------ | ---------------- | -------- | ------ |
| 1   | 35 | Pedro de la Rosa   | McLaren-Mercedes | 1:33.463 |        |
| 2   | 2  | Rubens Barrichello | Ferrari          | 1:35.303 | +1.840 |
| 3   | 38 | Ricardo Zonta      | Toyota           | 1:35.373 | +1.910 |

Nella seconda sessione del venerdì si è avuta questa situazione:
| Pos | Nº | Pilota           | Costruttore      | Tempo    | Gap    |
| --- | -- | ---------------- | ---------------- | -------- | ------ |
| 1   | 35 | Pedro de la Rosa | McLaren-Mercedes | 1:32.834 |        |
| 2   | 38 | Ricardo Zonta    | Toyota           | 1:32.977 | +0.143 |
| 3   | 9  | Kimi Räikkönen   | McLaren-Mercedes | 1:34.092 | +1.258 |

Nella prima sessione del sabato si è avuta questa situazione:
| Pos | Nº | Pilota               | Costruttore      | Tempo    | Gap    |
| --- | -- | -------------------- | ---------------- | -------- | ------ |
| 1   | 9  | Kimi Räikkönen       | McLaren-Mercedes | 1:34.253 |        |
| 2   | 10 | Juan Pablo Montoya   | McLaren-Mercedes | 1:34.446 | +0.193 |
| 3   | 6  | Giancarlo Fisichella | Renault          | 1:34.472 | +0.219 |

Nella seconda sessione del sabato si è avuta questa situazione:
| Pos | Nº | Pilota             | Costruttore      | Tempo    | Gap    |
| --- | -- | ------------------ | ---------------- | -------- | ------ |
| 1   | 9  | Kimi Räikkönen     | McLaren-Mercedes | 1:33.212 |        |
| 2   | 10 | Juan Pablo Montoya | McLaren-Mercedes | 1:33.554 | +0.342 |
| 3   | 5  | Fernando Alonso    | Renault          | 1:33.793 | +0.581 |

## Qualifiche

### Risultati
Nella sessione di qualifica si è avuta questa situazione:
| Pos | Nº | Pilota               | Costruttore      | Tempo    | Distacco | Griglia |
| --- | -- | -------------------- | ---------------- | -------- | -------- | ------- |
| 1   | 5  | Fernando Alonso      | Renault          | 1:34.080 |          | 1       |
| 2   | 6  | Giancarlo Fisichella | Renault          | 1:34.401 | +0.321   | 2       |
| 3   | 9  | Kimi Räikkönen       | McLaren-Mercedes | 1:34.488 | +0.408   | 3       |
| 4   | 3  | Jenson Button        | BAR-Honda        | 1:34.801 | +0.721   | 4       |
| 5   | 10 | Juan Pablo Montoya   | McLaren-Mercedes | 1:35.188 | +1.108   | 5       |
| 6   | 1  | Michael Schumacher   | Ferrari          | 1:35.301 | +1.221   | 6       |
| 7   | 14 | David Coulthard      | RBR-Cosworth     | 1:35.428 | +1.348   | 7       |
| 8   | 2  | Rubens Barrichello   | Ferrari          | 1:35.610 | +1.530   | 8       |
| 9   | 17 | Ralf Schumacher      | Toyota           | 1:35.723 | +1.643   | 9       |
| 10  | 7  | Mark Webber          | Williams-BMW     | 1:35.739 | +1.659   | 10      |
| 11  | 12 | Felipe Massa         | Sauber-Petronas  | 1:35.898 | +1.818   | 11      |
| 12  | 16 | Jarno Trulli         | Toyota           | 1:36.044 | +1.964   | 12      |
| 13  | 8  | Antônio Pizzonia     | Williams-BMW     | 1:36.445 | +2.365   | 13      |
| 14  | 15 | Christian Klien      | RBR-Cosworth     | 1:36.472 | +2.392   | 14      |
| 15  | 19 | Narain Karthikeyan   | Jordan-Toyota    | 1:36.707 | +2.627   | 15      |
| 16  | 11 | Jacques Villeneuve   | Sauber-Petronas  | 1:36.788 | +2.708   | 16      |
| 17  | 4  | Takuma Satō          | BAR-Honda        | 1:37.083 | +3.003   | 17      |
| 18  | 21 | Christijan Albers    | Minardi-Cosworth | 1:39.105 | +5.025   | 18      |
| 19  | 18 | Tiago Monteiro       | Jordan-Toyota    | 1:39.233 | +5.153   | 19      |
| 20  | 20 | Robert Doornbos      | Minardi-Cosworth | 1:39.460 | +5.380   | 20      |

## Gara

### Resoconto
Michael Schumacher e Christijan Albers entrano in collisione durante il giro di schieramento in griglia e per questo motivo entrambi sono costretti a partire dalla pit lane. Alla partenza Fernando Alonso mantiene la prima posizione davanti a Giancarlo Fisichella e Kimi Räikkönen. Al giro 17 Juan Pablo Montoya fora una gomma toccando una griglia di drenaggio che era uscita dalla sua sede alla curva 10 e viene fatta entrare in pista la safety car per consentire i necessari interventi di riparazione al tracciato: i piloti ne approfittano per effettuare la prima sosta ai box, dopodiché Michael Schumacher va in testacoda, ritirandosi, mentre Montoya si ferma per un guasto al motore.
Alla 29ª tornata, quando la corsa era già ripresa da alcuni giri, Narain Karthikeyan ha un incidente alla curva 13, il che provoca una seconda neutralizzazione: la maggior parte dei piloti si ferma quindi per il secondo pit stop, in occasione del quale Räikkönen riesce a superare Fisichella, mentre Ralf Schumacher, Felipe Massa e Christian Klien proseguono, salendo rispettivamente in seconda, terza e quarta posizione alle spalle di Alonso. Tra i giri 44 e 47 Ralf Schumacher, Massa e Klien si fermano per la seconda sosta e Räikkönen si porta in seconda piazza, mentre Fisichella viene penalizzato con un drive-through per aver rallentato i piloti dietro di lui durante il secondo periodo di safety car, scendendo dal terzo al quarto posto.
Negli ultimi giri Räikkönen riduce il vantaggio in precedenza accumulato da Alonso, senza però riuscire a raggiungere lo spagnolo che va così a vincere la gara. Insieme a loro due sale sul podio anche Ralf Schumacher, che chiude davanti a Fisichella, Klien, Massa, Mark Webber e Jenson Button.

### Risultati
I risultati del Gran Premio sono i seguenti:
| Pos | Nº | Pilota               | Costruttore      | Gomme | Giri | Tempo/Ritiro | Griglia | Punti |
| --- | -- | -------------------- | ---------------- | ----- | ---- | ------------ | ------- | ----- |
| 1   | 5  | Fernando Alonso      | Renault          | M     | 56   | 1:39:53.618  | 1       | 10    |
| 2   | 9  | Kimi Räikkönen       | McLaren-Mercedes | M     | 56   | +4.015       | 3       | 8     |
| 3   | 17 | Ralf Schumacher      | Toyota           | M     | 56   | +25.376      | 9       | 6     |
| 4   | 6  | Giancarlo Fisichella | Renault          | M     | 56   | +26.114      | 2       | 5     |
| 5   | 15 | Christian Klien      | RBR-Cosworth     | M     | 56   | +31.839      | 14      | 4     |
| 6   | 12 | Felipe Massa         | Sauber-Petronas  | M     | 56   | +36.400      | 11      | 3     |
| 7   | 7  | Mark Webber          | Williams-BMW     | M     | 56   | +36.842      | 10      | 2     |
| 8   | 3  | Jenson Button        | BAR-Honda        | M     | 56   | +41.249      | 4       | 1     |
| 9   | 14 | David Coulthard      | RBR-Cosworth     | M     | 56   | +44.247      | 7       |       |
| 10  | 11 | Jacques Villeneuve   | Sauber-Petronas  | M     | 56   | +59.977      | 16      |       |
| 11  | 18 | Tiago Monteiro       | Jordan-Toyota    | B     | 56   | +1:24.648    | 19      |       |
| 12  | 2  | Rubens Barrichello   | Ferrari          | B     | 56   | +1:32.812    | 8       |       |
| 13  | 8  | Antônio Pizzonia     | Williams-BMW     | M     | 55   | Foratura     | 13      |       |
| 14  | 20 | Robert Doornbos      | Minardi-Cosworth | B     | 55   | Fine benzina | 20      |       |
| 15  | 16 | Jarno Trulli         | Toyota           | M     | 55   | +1 giro      | 12      |       |
| 16  | 21 | Christijan Albers    | Minardi-Cosworth | B     | 51   | Ruota        | 18      |       |
| Rit | 4  | Takuma Satō          | BAR-Honda        | M     | 34   | Cambio       | 17      |       |
| Rit | 19 | Narain Karthikeyan   | Jordan-Toyota    | B     | 28   | Incidente    | 15      |       |
| Rit | 10 | Juan Pablo Montoya   | McLaren-Mercedes | M     | 24   | Motore       | 5       |       |
| Rit | 1  | Michael Schumacher   | Ferrari          | B     | 22   | Testacoda    | 6       |       |

## Classifiche mondiali

### Piloti
| Pos. | Pilota               | Punti |
| ---- | -------------------- | ----- |
| 1    | Fernando Alonso      | 133   |
| 2    | Kimi Räikkönen       | 112   |
| 3    | Michael Schumacher   | 62    |
| 4    | Juan Pablo Montoya   | 60    |
| 5    | Giancarlo Fisichella | 58    |
| 6    | Ralf Schumacher      | 45    |
| 7    | Jarno Trulli         | 43    |
| 8    | Rubens Barrichello   | 38    |
| 9    | Jenson Button        | 37    |
| 10   | Mark Webber          | 36    |
| 11   | Nick Heidfeld        | 28    |
| 12   | David Coulthard      | 24    |
| 13   | Felipe Massa         | 11    |
| 14   | Jacques Villeneuve   | 9     |
| 15   | Christian Klien      | 9     |
| 16   | Tiago Monteiro       | 7     |
| 17   | Alexander Wurz       | 6     |
| 18   | Narain Karthikeyan   | 5     |
| 19   | Christijan Albers    | 4     |
| 20   | Pedro de la Rosa     | 4     |
| 21   | Patrick Friesacher   | 3     |
| 22   | Antônio Pizzonia     | 2     |
| 23   | Takuma Satō          | 1     |
| 24   | Vitantonio Liuzzi    | 1     |

### Costruttori
| Pos. | Team             | Punti |
| ---- | ---------------- | ----- |
| 1    | Renault          | 191   |
| 2    | McLaren-Mercedes | 182   |
| 3    | Ferrari          | 100   |
| 4    | Toyota           | 88    |
| 5    | Williams-BMW     | 66    |
| 6    | BAR-Honda        | 38    |
| 7    | RBR-Cosworth     | 34    |
| 8    | Sauber-Petronas  | 20    |
| 9    | Jordan-Toyota    | 12    |
| 10   | Minardi-Cosworth | 7     |